# Ферма Эммердейл
Эммердейл (англ. Emmerdale; до 1989 года — Ферма Эммердейл, англ.  Emmerdale Farm) — британская мыльная опера, выходящая на телеканале ITV с 16 сентября 1972 года.

## Сюжет
В основе сериала — жизнь семьи на ферме в Йоркшире, а также их отношения друг с другом и жителями близлежащей деревни.